# Minhocão

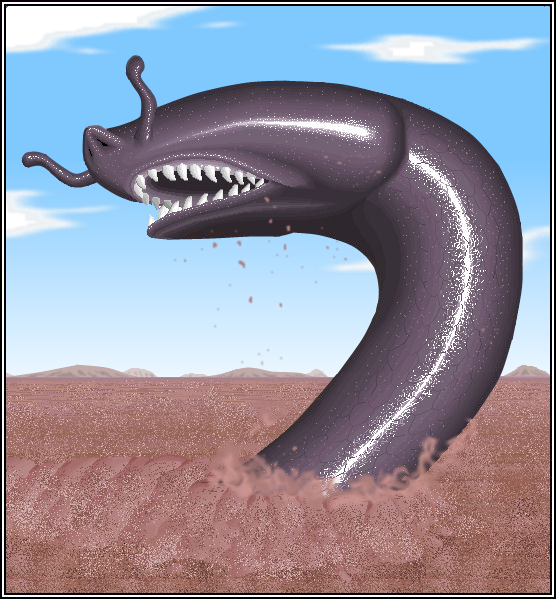
Minhocão的想象图。

Minhocão是一种出没于南美洲的神秘动物，通常被描述为20米长、1米厚、类似巨型蚯蚓的生物。Minhocão首次报道来自奥古斯丁·圣-希莱尔在《美国科学杂志》发表的一篇文章，文中称Minhocão这个名字来自葡萄牙语中的“minhoca”（蚯蚓）一词，并记录了几起牲畜被袭击的事件。1877年，德国生物学家弗里茨·穆勒在出版物《Zoologische Garten》中记录了关于巨型蠕虫挖出的沟渠影响溪流与毁坏果园的事情。已知Minhocão最后的目击来自1899年的一篇匿名报道，自此后便无任何目击报告。
英国动物学与神秘动物学家卡尔·舒克认为，如果Minhocão是真实存在的，那么可能是一种巨型无足目动物。但一些目击者描述的Minhocão却长有鳞片与牙齿，头部有触手状结构，甚至有个别目击者提及头部有猪一样的鼻子。比利时-法国动物学家贝尔纳·厄韦尔曼斯在《寻找未知动物》一书中表示Minhocão可能是幸存的雕齿兽亚科动物。